# Pražská pojízdná knihovna

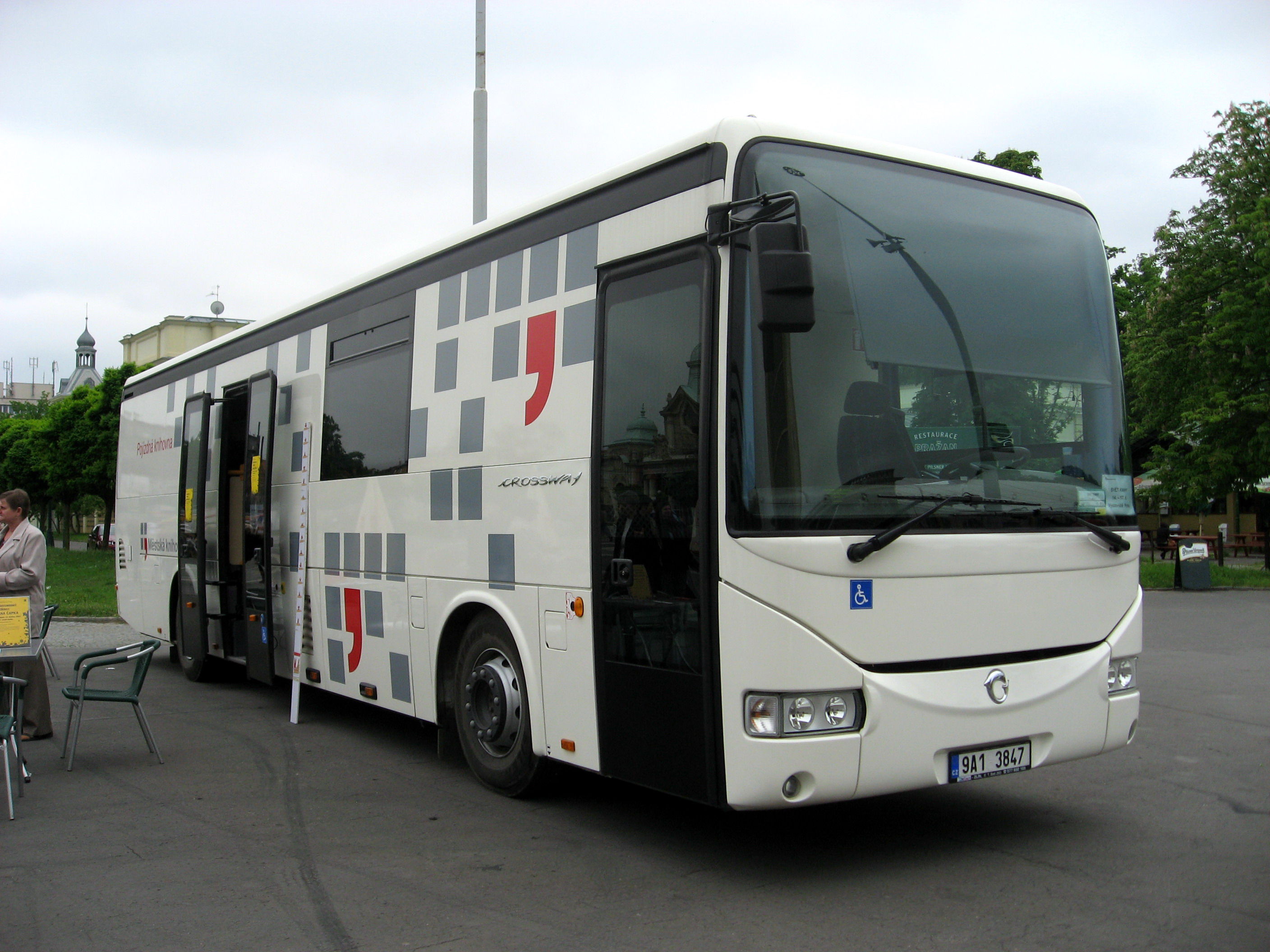
Bibliobus Městské knihovny v Praze

Pražská pojízdná knihovna je tvořena bibliobusy, provozovanými Městskou knihovnou v Praze (dříve Knihovna hl. m. Prahy). které poskytují knihovnické a informační služby v okrajových částech Prahy.

## Historie
První pražský bibliobus zahájil provoz v roce 1939.
Již v květnu 1940 byl však za finanční náhradu zabaven německou armádou a sloužil jako sanitní vůz. Pojízdné knihovny začaly v Praze opět poskytovat služby od roku 1949. Od té doby se průběžně měnil počet bibliobusů od 1 do 3, počet obsluhovaných stanic od 9 do 24 a přesouvalo se i jejich depo. Nejprve bibliobusy parkovaly před Ústřední knihovnou na Mariánském náměstí, poté před současným Domem čtení v ulici Ruská. V roce 2009 vzniklo v rámci Městské knihovny v Praze Oddělení mobilních služeb, které zajišťuje provoz tří bibliobusů samostatně, má k dispozici vlastní zázemí ve filmových ateliérech v Hostivaři a také vlastní knihovní fond.
Pražské bibliobusy byly vždy speciálně upravené velké autobusy či nákladní automobily. Téměř každý bibliobus měl vlastního řidiče a knihovníka, jen v ojedinělých případech zastávala obě pozice jediná osoba. V roce 2013 byl uveden do provozu nový typ bibliobusu: mini-bibliobus nebo též malá pojízdná knihovna. Jedná se o dodávkový automobil, který řídí sám knihovník.

## Funkce
Základní funkcí pražské pojízdné knihovny je nahrazovat chybějící "kamenné" knihovny v okrajových částech Prahy. Velký bibliobus do těchto lokalit zajíždí pravidelně podle jízdního řádu a nabízí standardní knihovní služby, tj. zejména půjčování a vracení knih, registrace do knihovny či možnost připojit se k internetu.
Funkce malého bibliobusu je komplexnější. Vzhledem k jeho rozměrům je jeho primární úlohou jezdit zejména na ta místa, kam se větší bibliobusy nedostanou. Malý bibliobus tedy nemá pravidelný jízdný řád, ale jezdí do základních škol, mateřských škol, domovů pro seniory, zúčastňuje se různých festivalů, veletrhů či dětských dnů. Kromě klasických knihovních služeb tedy nabízí také kulturní a vzdělávací programy pro všechny věkové kategorie a na velkých veřejných akcích vytváří příjemnou odpočinkovou zónu a oslovuje zde nejen stávající, ale i potenciální čtenáře. Malý bibliobus má tedy i výraznou propagační funkci, i z toho důvodu je prvním bibliobusem, který dostal jméno: Oskar.